# Nené (football, 1949)
Pour les articles homonymes, voir Nene.
Tamagnini Manuel Gomes Baptista, plus communément appelé Nené, né le 20 novembre 1949 à Leça da Palmeira est un footballeur portugais. Il évoluait au poste d'attaquant.

## Biographie
Nené commence sa carrière pro au Benfica Lisbonne en 1967 et il passe 19 années dans ce club. Il est le joueur à avoir disputé le plus de matchs pour ce club avec 575 apparitions.
Il reçoit sa première sélection en équipe du Portugal en 1971 et sa dernière sélection est obtenue en 1984. Au total il joue 66 matchs et inscrit 22 buts avec le Portugal.

## Palmarès

### Palmarès en club
- Championnat du Portugal : 1969, 1971, 1972, 1973, 1975, 1976, 1977, 1981, 1983 et 1984
- Coupe du Portugal : 1970, 1972, 1980, 1981, 1983, 1985 et 1986
- Supercoupe du Portugal : 1980 et 1985
- Finaliste de la Coupe UEFA : 1983

### Individuel
- Footballeur portugais de l'année : 1971
- Meilleur buteur du championnat du Portugal : 1981 et 1984